# Enfants terribles
 (octobre 2018).
Si vous disposez d'ouvrages ou d'articles de référence ou si vous connaissez des sites web de qualité traitant du thème abordé ici, merci de compléter l'article en donnant les références utiles à sa vérifiabilité et en les liant à la section « Notes et références ».
Albums de Columbine
Clubbing for Columbine
(2016) Adieu bientôt
(2018)
Singles
1. Enfants terribles
Sortie : 19 février 2017
2. Rémi
Sortie : 23 mars 2017
3. Temps électrique
Sortie : 7 avril 2017
4. Talkie-walkie
Sortie : 18 avril 2017

Enfants terribles est le deuxième album studio du groupe français Columbine, sorti le 21 avril 2017 sur les labels VMS studios et Initial Artist Services.
L'album est certifié disque d'or en décembre 2017 puis disque de platine en janvier 2021.

## Liste des titres
| No  | Titre             | Interprète(s)                               | Durée |
| --- | ----------------- | ------------------------------------------- | ----- |
| 1.  | Fireworks         | Lujipeka & Foda C (avec la voix de Johanna) | 3:52  |
| 2.  | Enfants terribles | Lujipeka & Foda C                           | 4:08  |
| 3.  | Rémi              | Lujipeka & Foda C                           | 3:55  |
| 4.  | College Rules     | Lujipeka & Foda C                           | 4:20  |
| 5.  | Woohoo            | Lujipeka & Foda C                           | 3:01  |
| 6.  | Talkie-walkie     | Lujipeka & Foda C                           | 4:01  |
| 7.  | Été triste        | Lujipeka, Foda C, Chaman & Sully            | 3:25  |
| 8.  | Les Caméléons     | Foda C                                      | 6:16  |
| 9.  | 1000              | Lujipeka & Foda C                           | 3:55  |
| 10. | Temps électrique  | Lujipeka & Foda C                           | 4:07  |
| 11. | Dans ma chambre   | Lujipeka & Foda C                           | 4:07  |
| 12. | Mode avion        | Lujipeka                                    | 1:58  |
| 13. | Château de sable  | Lujipeka                                    | 6:11  |

## Samples
- Rémi : The Time to Run de Dexter Britain (2012)

## Classement hebdomadaire
| Classement (2017)            | Meilleure position |
| ---------------------------- | ------------------ |
| Belgique (Wallonie Ultratop) | 44                 |
| France (SNEP)                | 8                  |